# 불은초등학교
불은초등학교는 대한민국 인천광역시 강화군 불은면 두운리에 있는 공립 초등학교이다.

## 학교 연혁
| 1934년 | 10월 2일  | 불은공립보통학교(4년제 2학급) 개교설립인가 4월 2일 |
| 1938년 | 4월 1일   | 불은공립심상소학교로 개칭                          |
| 1941년 | 4월 1일   | 불은공립국민학교로 개칭                            |
| 1960년 | 4월 1일   | 신성국민학교 분리 개교                             |
| 1962년 | 4월 10일  | 삼성국민학교 분리 개교                             |
| 1980년 | 2월 14일  | 병설유치원 개원                                    |
| 1995년 | 2월 20일  | 급식소 설치                                        |
| 1996년 | 3월 1일   | 불은초등학교로 교명 변경                           |
| 1997년 | 2월 20일  | 통학버스 구입(45인승)                              |
| 1997년 | 3월 1일   | 신성초등학교 흡수 통합                             |
| 2002년 | 12월 30일 | 전자도서관 개관식                                  |
| 2007년 | 8월 29일  | 과학실 현대화                                      |
| 2009년 | 5월 1일   | 운동장 주변 생태숲 공원 조성                       |
| 2009년 | 9월 11일  | 유치원 야외놀이터 설치                             |
| 2009년 | 9월 23일  | 장애인 화장실 및 엘리베이터 설치                   |
| 2009년 | 10월 7일  | 방과후교육실 구축                                  |
| 2009년 | 11월 20일 | 드림힐 체육관 개관                                 |
| 2011년 | 5월 25일  | 급식실 현대화사업 개소식                           |
| 2013년 | 12월 5일  | 경비실 설치                                        |
| 2015년 | 7월 28일  | 솔밭 야외교실 설치                                 |
| 2016년 | 6월 23일  | 간이수영장 개소식                                  |
| 2016년 | 6월 27일  | 인천교육융합통신망 인터넷 전화 설치                |
| 2016년 | 7월 1일   | 학교 통학버스 임대                                 |
| 2017년 | 11월 24일 | 과학실, 도서실 현대화사업 개관식                   |
| 2018년 | 8월 28일  | 학교 무선통신망 설치                               |
| 2018년 | 10월 19일 | 스마트단말기 설치(모바일 디바이스 45대 구입)       |

## 참고 자료
- 불은초등학교 - 한국교육학술정보원 학교알리미